# Хайлигенрот
Хайлигенрот (нем. Heiligenroth) — община в Германии, в земле Рейнланд-Пфальц. 
Входит в состав района Вестервальд. Подчиняется управлению Монтабаур.  Население составляет 1419 человек (на 31 декабря 2010 года). Занимает площадь 6,01 км².